# Evergetoulas

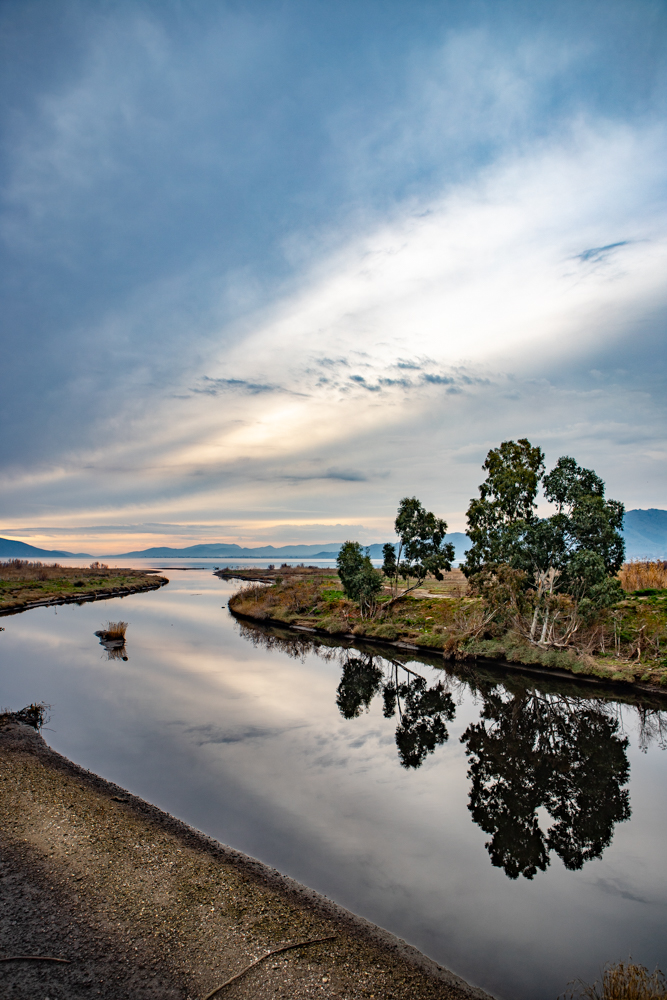
Fluss Evergetoulas

Der Evergetoulas (griechisch Ευεργέτουλας, (m. sg.)) ist einer der größeren Flüsse, beziehungsweise Cheimarros von Lesbos. Seine Quellen liegen an den nördlichen Bergflanken des Olympos. Er entwässert in die Bucht von Geras (Κόλπος Γέρας, Κόλπο της Γέρας) und leiht seinen Namen an die Gemeinde Dimos Evergetoulas. Diese umfasst beinahe das komplette Flussgebiet von der Quelle bis zur Mündung.
Aufgrund seiner landschaftlichen Schönheit ist das Gebiet von Agii Anargyri berühmt, eine grüne Oase entlang des Flussbettes.
Weitere wichtige Naturdenkmale und Biotope finden sich entlang des Flusslaufs, wie das Gebiet Karyni (Καρύνη), mit seinen großen Platanen- und Nuss-Bäumen und der berühmten Platane des Theofilos (Πλάτανος του Θεοφίλου), in deren hohlem Stamm einige Zeit der Volksmaler Theofilos Chatzimichail (Θεόφιλος Χατζημιχαήλ) gelebt hat, und die Ekklesia Agios Efstratios (Εκκλησία Άγιος Ευστράτιος).
Etwas weiter nördlich wurde die Gegend Mylelia (Mlelia; Μυλέλια, Μλέλια) nach einer alten Wassermühle benannt.
Nach wenigen Kilometern mündet der Fluss bei Dipi (Ντίπι) in die Bucht von Geras, wo er noch einmal ein bedeutendes schützenswertes Feuchtgebiet schafft.